# Oreocharis begoniifolia
Oreocharis begoniifolia är en tvåhjärtbladig växtart som först beskrevs av Hsi Wen Li, och fick sitt nu gällande namn av Mich. Möller och A. Weber. Oreocharis begoniifolia ingår i släktet Oreocharis och familjen Gesneriaceae. Inga underarter finns listade i Catalogue of Life.